# Atomic Betty
Atomic Betty è una serie animata franco-canadese prodotta da Atomic Cartoons, Breakthrough Entertainment e Tele Images Kids. Viene mandata in onda in Canada dal 29 agosto 2004 su Teletoon, e sia negli Stati Uniti che in Italia viene trasmessa su Cartoon Network, rispettivamente il 17 settembre 2004 e il 31 gennaio 2005.

## Trama
Betty Barrett è una ragazzina statunitense-canadese di 12 anni che ama la scuola, sognare ad occhi aperti, stare a contattato con i luoghi aperti, guardare i film di Fantascienza e cantare nella sua band. Betty un giorno scopre di essere un "Guardiano e Difensore dell'intero Cosmo" assumendo così l'identità segreta di Atomic Betty, per difendere la pace interstellare e le forze dell'ordine nello spazio. In questo arduo compito non è da sola: al suo fianco ci sono Sparky (un alieno pilota) e Robot X-5. Con loro Atomic Betty, dotata di armi e gadget, affronterà Maximus IQ e altri nemici, combattendoli con abilità fisiche e magiche. Nonostante sulla Terra Betty sia una ragazza normale, in tutta la Galassia è considerata una superstar e ha anche il proprio fanclub di fedeli ammiratori.

## Format degli episodi
La struttura tipica degli episodi prevede che una crisi, un guaio o un problema si verifichi da qualche parte nello spazio, di solito mentre Betty sta trascorrendo del tempo con i suoi amici o la sua famiglia. Il problema le viene comunicato dall'ammiraglio De Gill tramite il suo cerca-persona intergalattico. La ragazzina si allontana, si trasforma in Atomic Betty e risolve il problema. Alla fine Atomic Betty ritorna sulla Terra nella forma di Betty e spiega la sua assenza agli amici o ai presenti.

## Personaggi principali
- Elizabeth "Betty" Barrett/Atomic Betty: è una ragazzina con un grande segreto: agli occhi dei suoi amici e dei genitori sembra semplicemente la dolce e intelligente bambina della porta accanto, ma quando il suo cerca-persona intergalattico, un braccialetto che ha al polso destro, suona,  la trasforma in Atomic Betty Il cui suo compito è difendere la galassia dai nemici e dalle oscure forze del male. Voce originale di Tajja Isen, voce italiane di Anna Lana (dalla prima alla seconda stagione) e di Emanuela Pacotto (nella terza stagione con il titolo di Atomic Betty: Missione Terra).
- Sparky: l'alieno-copilota, inseparabile amico di Betty. È entusiasta ed affamato.
- Noah Parker: il migliore amico di Betty che ama studiare la matematica e la scrittura. Non è molto atletico, e l'unico sport in cui sembra essere bravo è il baseball. Spesso è vittima di bullismo da parte di Duncan e di Penelope.
- Robot X-5: un robot che assieme a Sparky aiuta Atomic Betty nelle sue missioni.
- Ammiraglio De Gill: un pesce parlante, comandante ufficiale dell'intero Cosmo che fuma una pipa che emette bolle di sapone.

### Altri
- Kirk e Jessica Barret: I genitori di Betty.
- Purrsy: Gatto della famiglia Barret.
- Beatrixo: Nonna di Betty come la nipote anche lei era stata un Guardiano dello Spazio.
- Kyle: è il cugino impertinente di Betty.
- Chaz: il fratello maggiore di Penelope e suo braccio destro. È il bullo della scuola di Betty.
- Paloma: è una studentessa sudamericana, compagna di classe di Betty accompagnata da Juanita, sua sorella. Si scoprirà successivamente di essere per metà extraterrestre.
- Juanita: la sorella maggiore di Paloma.

### Nemici di Atomic Betty
- Maximus I.Q.: un gatto siamese, crudele nemico di Betty che viene sconfitto in alcune occasioni.
- Minimus P.Q.: un alieno cambia-facce, terribile scagnozzo al servizio di Maximus.
- Penelope: la sleale rivale di Betty che perde tutte le scommesse insieme a Sarah e Megan, le sue migliori amiche. Quando si arrabbia assume la forma malefica dell'infida Ape Regina Penelobee.
- Pontifidora: è una cacciatrice di taglie, avversaria dell'ammiraglio De Gill.
- Dottor Cerebral: lo "scienziataccio" pazzo, malefico nemico di Betty che viene distrutto dai guardiani galattici mentre cercano di salvare la Terra e il pianeta Cosmo.